# August Lüttich

August Lüttich

Friedrich August Lüttich (* 21. Juli 1873 in Halle an der Saale; † 25. Februar 1954 in Radebeul) war ein deutscher Politiker (SPD) und Mitglied der Weimarer Nationalversammlung.

## Leben
Nach dem Besuch der Volksschule in Halle erlernte Lüttich, der Sohn eines Kürfers, das Holzbildhauerhandwerk. Bis zur Jahrhundertwende arbeitete er in diesem Beruf in verschiedenen Städten des In- und Auslandes. Von 1900 bis 1905 schrieb er als Redakteur für die Leipziger Volkszeitung. 1905 wurde Lüttich Arbeitersekretär in Leipzig, wo er im selben Jahr Mitglied der Stadtverordnetenversammlung für die Sozialdemokratische Partei Deutschlands (SPD) wurde. Von Januar 1919 bis Juni 1920 saß er zudem als Abgeordneter für den Wahlkreis 29 (Sachsen 2) in der Weimarer Nationalversammlung.
Bis 1933 war er in der Stellung eines Oberregierungsrates und leitete das Landesamt für Arbeitsvermittlung in Dresden. Mit Einführung des Gesetzes zur Wiederherstellung des Berufsbeamtentums wurde er aus dieser Stellung entfernt. Sein Aufnahmeantrag bei der NSDAP wurde 1933 abgelehnt.
Lüttich war des Weiteren Verfasser mehrerer gewerkschaftlicher und sozialpolitischer Schriften und Mitarbeiter weiterer politischer, gewerkschaftlicher und kommunaler Zeitungen.
Adressbuch 1933 Eisenstuckstraße 42. 1934 ist er mit derselben Adresse als Betreiber einer Rechtskanzlei verzeichnet. Ab 1935 ist er nicht mehr verzeichnet.

## Schriften
- Das Leipziger Gewerkschaftskartell und die Entwicklung und wirtschaftlichen Kämpfe der Leipziger Gewerkschaften, Leipzig 1901.
- Führer durch das sächsische Einkommensteuergesetz, Leipzig 1910.